# Port Askaig
Port Askaig est un village portuaire situé sur l'île d'Islay dans l'Argyll and Bute, en Écosse. Son port assure des liaisons par ferry entre Islay, et le reste de l'Écosse, à Kennacraig. Des liaisons se font également avec Feolin sur l'île voisine de Jura.